# Siemion Uricki
Siemion Uricki, ros. Семен Урицкий (ur. 16 marca?/28 marca 1895 w Czerkasach, gubernia kijowska, zm. 1 sierpnia 1938 w miejscu egzekucji Kommunarka pod Moskwą) – szef Razwiedupru – wywiadu Armii Czerwonej (1935–1937), komkor.

## Życiorys
Urodzony w rodzinie żydowskiej, krewny jednego z twórców Czeka Moisieja Urickiego. Uczestnik I wojny światowej, podczas wojny domowej organizator Czerwonej Gwardii w Odessie, następnie dowódca brygady kawalerii. W 1920 roku mianowany szefem wydziału operacyjnego sztabu polowego.
W marcu 1921 uczestniczył w zdławieniu powstania w Kronsztadzie. Ukończył Akademię Wojskową Armii Czerwonej w Moskwie. Następnie wysłany jako nielegał do Czechosłowacji i Niemiec.
W latach 1924–1927 na stanowisku komendanta Moskiewskiej Międzynarodowej Szkoły Piechoty, potem w armii na wysokich stanowiskach w sztabach, w szkolnictwie oraz komisariacie obrony.
W 1935 roku zajął po Janie Bierzinie miejsce jako szef wywiadu Armii Czerwonej - Razwiedupru. 21 maja 1937 usunięty z tego stanowiska, które objął 3 czerwca 1937 ponownie Jan Berzin, po powrocie z Republiki Hiszpańskiej.
W czasie „wielkiej czystki” aresztowany przez NKWD 1 listopada 1937. 1 sierpnia 1938 skazany na śmierć przez Kolegium Wojskowe Sądu Najwyższego ZSRR pod zarzutem „udziału w kontrrewolucyjnej organizacji terrorystycznej istniejącej w Armii Czerwonej”. Stracony tego samego dnia w miejscu egzekucji Kommunarka pod Moskwą i tam pochowany anonimowo.
Zrehabilitowany 7 marca 1956 postanowieniem Kolegium Wojskowego SN ZSRR.